# Đội tuyển bóng đá bãi biển quốc gia România
Đội tuyển bóng đá bãi biển quốc gia România đại diện România ở các giải thi đấu bóng đá bãi biển quốc tế và được điều hành bởi FRF, cơ quan quản lý bóng đá ở România.

## Đội hình hiện tại
As of 23 tháng 8 năm 2012
Ghi chú: Quốc kỳ chỉ đội tuyển quốc gia được xác định rõ trong điều lệ tư cách FIFA. Các cầu thủ có thể giữ hơn một quốc tịch ngoài FIFA.
| Số | VT | Quốc gia | Cầu thủ                             |
| -- | -- | -------- | ----------------------------------- |
| 1  | TM |          | Iulian Gândac                       |
| 2  | HV |          | Iulian Răvoiu                       |
| 3  | HV |          | Adrian Tănase                       |
| 4  | HV |          | Ionel Posteucă-Pulhac               |
| 6  | HV |          | Liviu Croitoru                      |
| 7  | TV |          | Raj Cărăuleanu                      |
| 10 | TĐ |          | Marian Posteucă-Pulhac (đội trưởng) |

| Số | VT | Quốc gia | Cầu thủ         |
| -- | -- | -------- | --------------- |
| 11 | TĐ |          | Lucian Chirilă  |
| 12 | TM |          | Laurenţiu Marin |
| 14 | TĐ |          | Maci            |
| 19 | TV |          | Cristian Crecan |
| —  | HV |          | Emil Răducu     |
| —  | HV |          | Ionuț Florea    |

Huấn luyện viên: Viorel Farcaș

## Thành tích
- Giải vô địch bóng đá bãi biển châu Âu Superfinal fourth place: 2011, 2012
- Giải vô địch bóng đá bãi biển châu Âu Superfinal Hạng 6: 2010
- Giải vô địch bóng đá bãi biển châu Âu Italian Event Á quân: 2011
- Giải vô địch bóng đá bãi biển châu Âu German Event Á quân: 2012
- Giải vô địch bóng đá bãi biển châu Âu German Event third place: 2011
- Giải vô địch bóng đá bãi biển châu Âu Dutch Event third place: 2010
- Giải vô địch bóng đá bãi biển châu Âu Russian Event third place: 2010